# Anita Augspurg
Anita Theodora Johanna Sophie Augspurg (22 de setembre de 1857 - 20 de desembre de 1943) va ser una jurista, actriu, escriptora, activista del moviment feminista radical i pacifista alemanya.

## Biografia
Augspurg era la filla petita de l'advocat Wilhelm Augsburg.
Va assistir a una escola privada de dones entre 1864 i 1873, després va començar a treballar a l'oficina d'advocats Verden del seu pare, on va treballar fins a la majoria d'edat. Augspurg va aprovar la prova estatal prusiana per a professors en una Höhere Mädchenschule el 1879 (després de fer un curs privat a Berlín). Poc després va completar una prova similar que li va permetre treballar com a professora d'institut. Al mateix temps, va prendre classes d'interpretació de Minona Frieb-Blumauer.
De 1881 a 1882, va ser aprenent del Meiningen Ensemble i va participar en gires de concerts per Alemanya, els Països Baixos i Lituània. A partir de 1884, va treballar com a membre permanent al Landestheater Altenburg (avui a Turíngia, Alemanya) concretament al Teatre de la Cort Ducal. La seva àvia materna, que va morir el 1887, li va deixar una considerable herència, cosa que la va fer independent econòmicament.

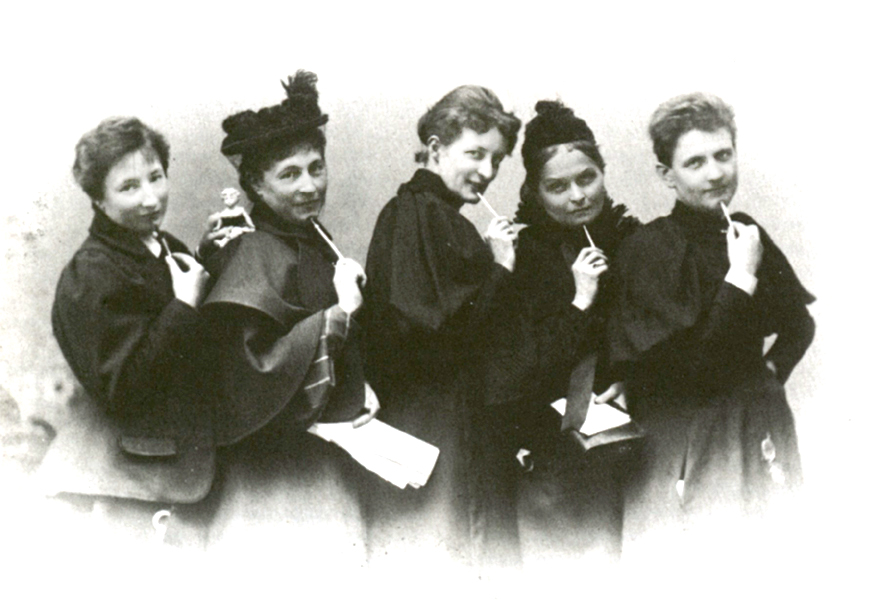
Augspurg i les seves associades feministes "Verein für Frauenstimmrecht": Anita Augspurg, Marie Stritt, Lily von Gizycki, Minna Cauer i la seva amiga Sophia Goudstikker, fotografiades a l'Elvira Studio de Munic el 1896.

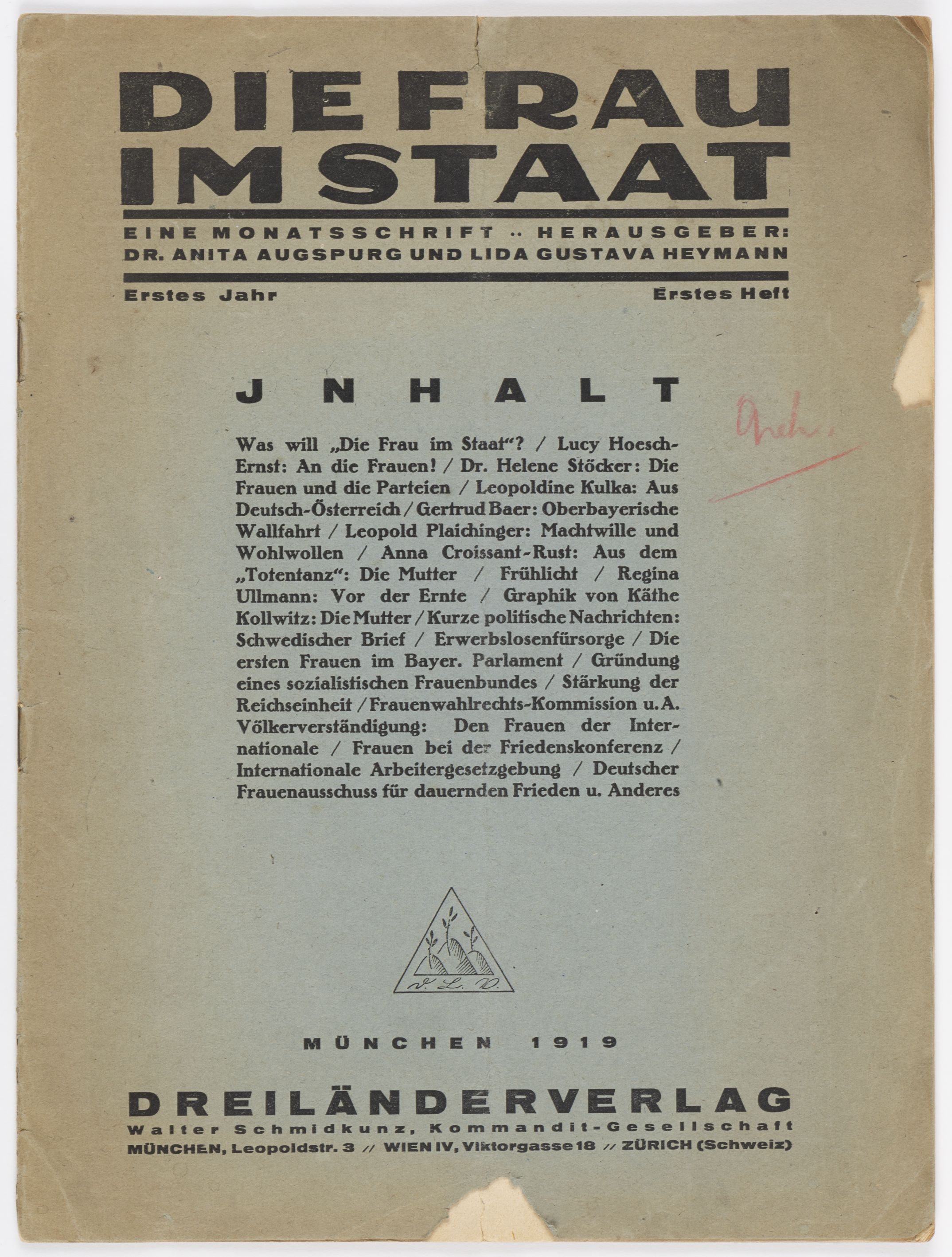
"La dona i l'estat", revista mensual publicada per la doctora Anita Augsprung

Després de cinc anys de carrera com a actriu, va anar amb la seva amiga Sophia Goudstikker a Munic, on el 1887 van obrir conjuntament un estudi de fotografia, l'Hofatelier Elvira. Les dues dones portaven cabells curts, roba poc convencional, i sovint feien públic el seu suport a la lluita per l'alliberament de la dona i el seu estil de vida lliure. A causa d'aquest estil de vida inusual, Augspurg va ser exposada a atacs personals per part d'antifeministes molt més que altres personalitats del moviment de dones. No obstant això, els seus contactes fets a través de l'escenari i l'estudi ràpidament la van fer coneguda, i finalment va tenir com a clienta la família reial bavaresa.
Cap al 1890, Augspurg estava profundament implicada en el moviment de dones alemanyes i exercia com a oradora. El seu compromís amb els drets de les dones la va portar a decidir, després d'uns quants anys d'èxit laboral, estudiar la carrera de Dret. Va anar a la Universitat de Zuric, Suïssa, perquè les dones a Alemanya encara no tenien igual accés a les universitats. Al costat de Rosa Luxemburg, amb qui va mantenir una relació turbulenta, va ser una de les fundadores de l'Associació Internacional d'Estudiants (Internationaler Studentinnenverein). Va completar els seus estudis amb un doctorat el 1897, la primera doctora en dret de l'Imperi alemany.

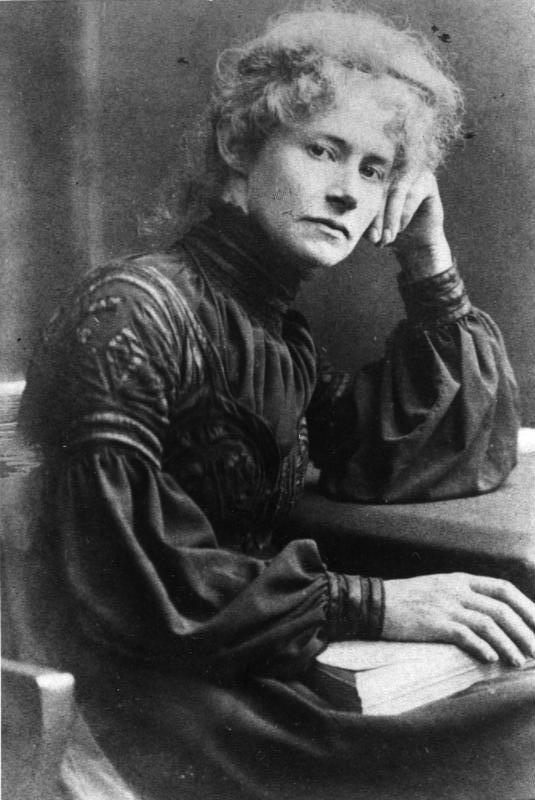
Lida Gustava Heymann.

Mentrestant, l'any 1895 Augspurg havia començat a col·laborar amb el diari Die Frauenbewegung ("El moviment de les dones"), escrivint articles que denunciaven la discriminació a la qual estava sotmesa en la legislació social, descrivint especialment el matrimoni com una forma de prostitució legalitzada. El 1896, va participar en la Conferència Internacional de Dones celebrada a Berlín, on va conèixer la feminista radical Lida Gustava Heymann, que més tard esdevingué la seva parella i parella.

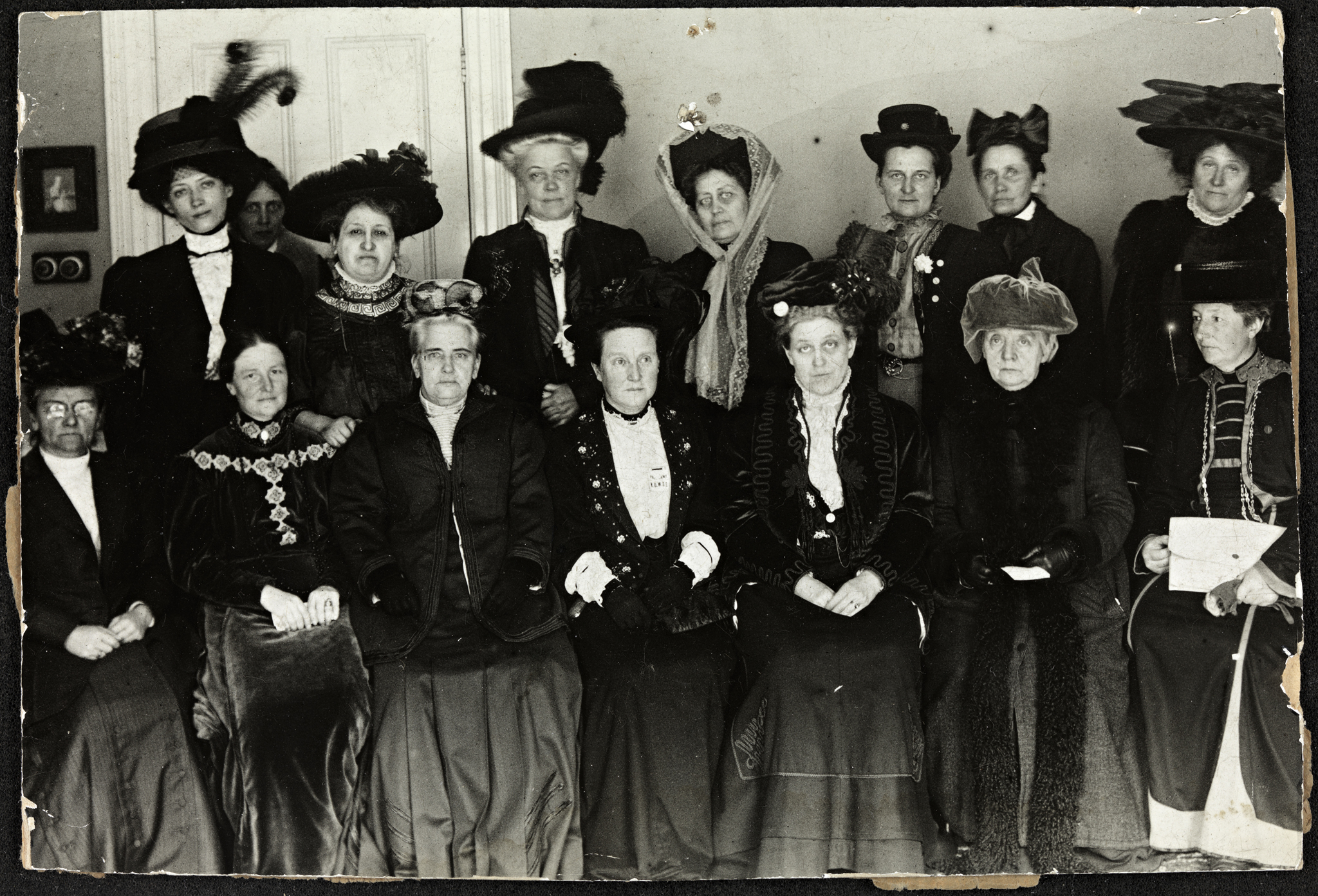
Congrés de l'Aliança de Sufragi amb Millicent Fawcett presidint, Londres 1909. Fila superior des de l'esquerra: Thora Dangaard (Dinamarca), Louise Qvam (Noruega), Aletta Jacobs (Països Baixos), Annie Furuhjelm (Finlàndia), Madame Mirowitch (Rússia), Käthe Schirmacher (Alemanya), Madame Honneger, sense identificar. A baix a l'esquerra: sense identificar, Anna Bugge (Suècia), Anna Howard Shaw (EUA), Millicent Fawcett (Presidència, Anglaterra), Carrie Chapman Catt (EUA), FM Qvam (Noruega), Anita Augspurg (Alemanya).

Al tombant de segle, Augspurg va fer campanya pels drets de les dones al Codi civil alemany: va reunir les seves amigues polítiques, Minna Cauer i Marie Raschke, produint peticions sobre el nou dret matrimonial i de família, que només va ser parcialment efectiu. Augspurg va publicar una sensacional "Carta oberta" l'any 1905, en la qual va apel·lar per canviar la llei del matrimoni patriarcal vigent per permetre l'entrada al "matrimoni lliure", desafiant el matrimoni aprovat per l'estat. Això es va interpretar com una crida a boicotejar el matrimoni i va provocar una tempesta d'indignació.
Durant aquest temps, arran de l'escissió radical de les organitzacions de dones conservadores, moltes dones consideraven el sufragi femení radical com una prioritat. Augspurg i la seva parella Lida Gustava Heymann van treballar junts a la junta de l'Associació d'Organitzacions de Dones Progressistes. Van formar una associació per al sufragi femení a Hamburg (1902) i a Baviera (1913). A partir de 1907 Augspurg col·laborà a Zeitschrift für Frauenstimmrecht, i fou representada l'any 1919 a la revista Die Frau im Staat, on es publicaven posicions feministes, democràtiques radicals i pacifistes.

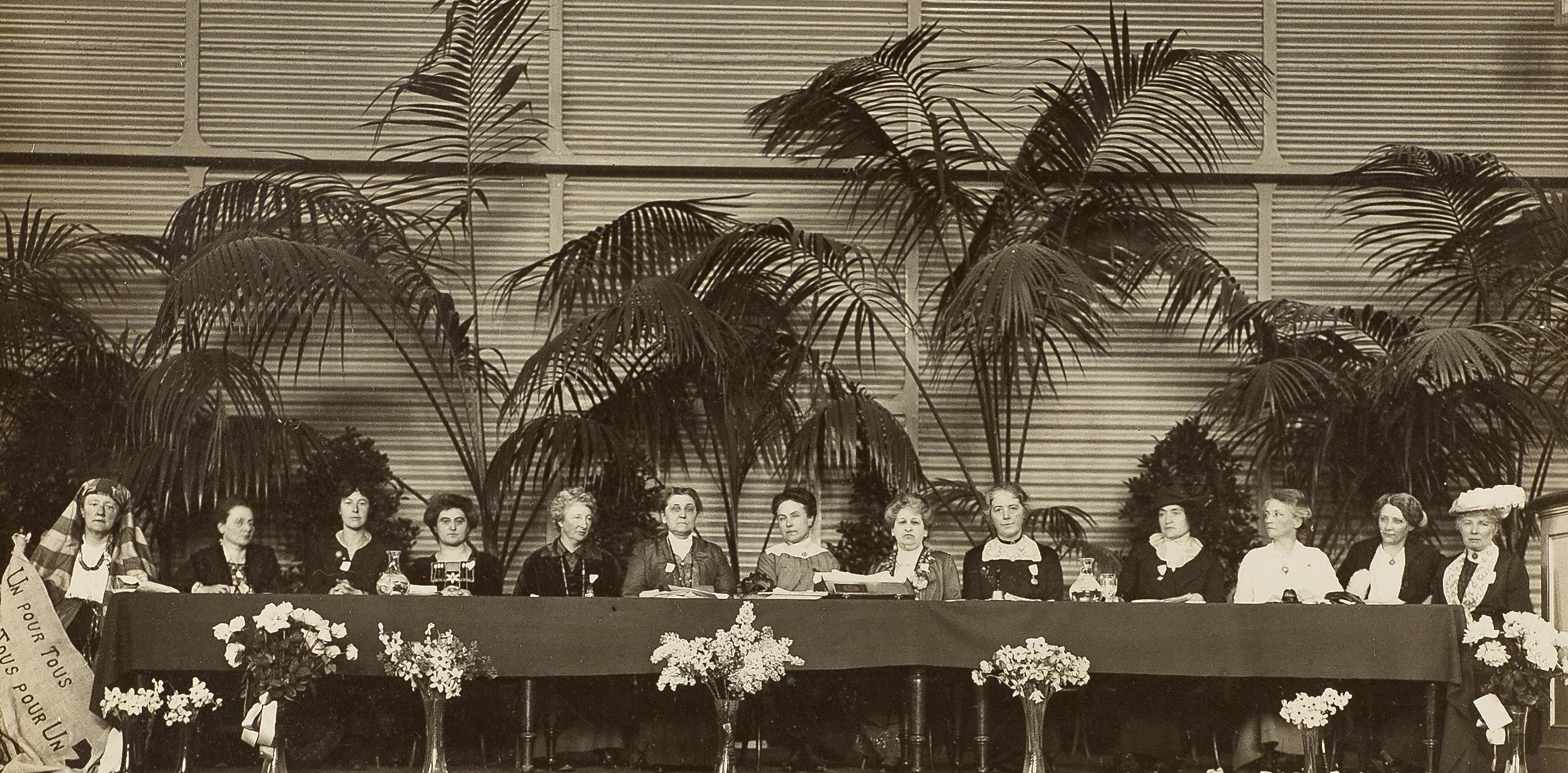
Congrés Internacional de Dones de 1915. d'esquerra a dreta: 1. Lucy Thoumaian - Armènia, 2. Leopoldine Kulka, 3. Laura Hughes - Canadà, 4. Rosika Schwimmer - Hongria, 5. Anita Augspurg - Alemanya, 6. Jane Addams - EUA, 7. Eugenie Hanner, 8 anys. Aletta Jacobs - Països Baixos, 9. Chrystal Macmillan - Regne Unit, 10. Rosa Genoni - Itàlia, 11. Anna Kleman - Suècia, 12 anys. Thora Daugaard - Dinamarca, 13 anys. Louise Keilhau - Noruega

Durant la Primera Guerra Mundial, Augspurg i Heymann van celebrar reunions il·legals al seu apartament de Munic. Van participar al Congrés Internacional de Dones a La Haia, Països Baixos, l'abril de 1915, que va portar a la fundació el 1919 de la Lliga Internacional de Dones per la Pau i la Llibertat (IFFF), de la qual Heymann n'era vicepresidenta. Van trobar un terreny comú contra la guerra amb els socialdemòcrates independents, que s'havien separat del Partit Socialdemòcrata. En aquest context, les seves diferències anteriors amb dones socialistes com Clara Zetkin van quedar menys importants. Augspurg va col·laborar amb Kurt Eisner, i després de la proclamació de la República de Weimar el 1918, es va convertir en membre del Landtag provisional de Baviera. En les següents eleccions aviat es van presentar a la llista dels socialdemòcrates independents, però no van obtenir cap mandat.
Fins al 1922, un JD no va permetre a les dones exercir l'advocacia a Alemanya, però la nova legislació d'igualtat sota la Constitució de Weimar finalment va permetre a Augspurg exercir. Com que altres dones havien obtingut un JD abans que ella, especialment a Zuric, Friburg, Munic o Leipzig (Johanna von Evreinov), les referències a ella com a primera dona advocada d'Alemanya són errònies.
Oposada a la guerra, va proposar formes de boicot actiu. A més de donar suport a la política d'acabar amb el capitalisme i organitzar un matriarcat com a societat futura, va continuar lluitant contra totes les formes de discriminació per gènere i nacionalitat, pel desarmament general i per la independència de totes les nacions oprimides pel colonialisme. S'oposava a l'antisemitisme i al nazisme naixent. Heymann i Anita Augspurg van ser dues grans líders del moviment de dones alemanys, durant els primers 30 anys del segle xx, que van combinar el seu feminisme amb el pacifisme, insistint que les nacions d'Europa s'estalviarien guerres futures només quan les dones tinguessin dret a vot.
El 1933, a causa de la presa de poder del Partit Nazi, Augspurg i Heymann no van tornar a Alemanya d'un viatge d'hivern; temien represàlies. Un factor crucial va ser que ella i Heymann havien apel·lat el 1923 al ministre de l'Interior de Baviera per l'expulsió de l'austríac Adolf Hitler, per motius de sedició. Els nazis al poder sí que van confiscar les seves propietats i es va perdre tot el material escrit a casa seva. Va anar a viure a l'exili a Suïssa, juntament amb Heymann. Es van exiliar més a fons a l'Amèrica del Sud, però més tard van tornar a Europa per establir-se a Zuric. Allà, Augspurg va morir el 1943, pocs mesos després de la seva parella. Ella i Heymann estan enterrades al cementiri Fluntern de Zuric.

## Publicacions
- Lida Gustava Heymann, Anita Augspurg, Erlebtes, Erschautes. Deutsche Frauen kämpfen für Freiheit, Recht und Frieden, Hellmann, Frankfurt/M. 1992 ISBN 3-927164-43-7
- Ueber die Entstehung und Praxis der Volksvertretung a Anglaterra. Knorr & Hirth, München 1898, zugleich: Dissertation, Zuric 1898